# Rutilia transversa
Rutilia transversa là một loài ruồi trong họ Tachinidae.